# 珍妮·林德

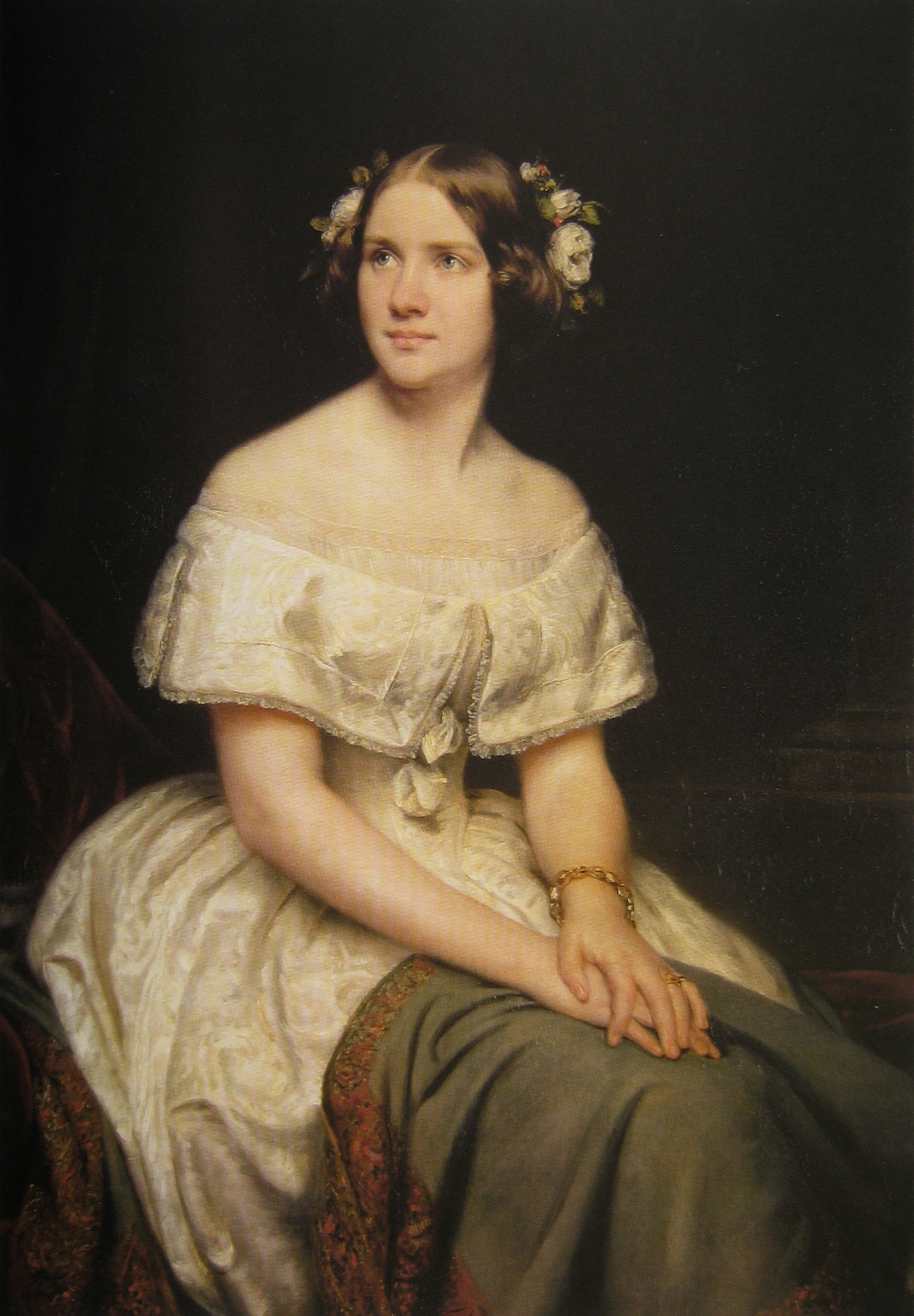
《女高音珍妮·林德》
1862年時由德國畫家愛德華·馬格努斯所繪

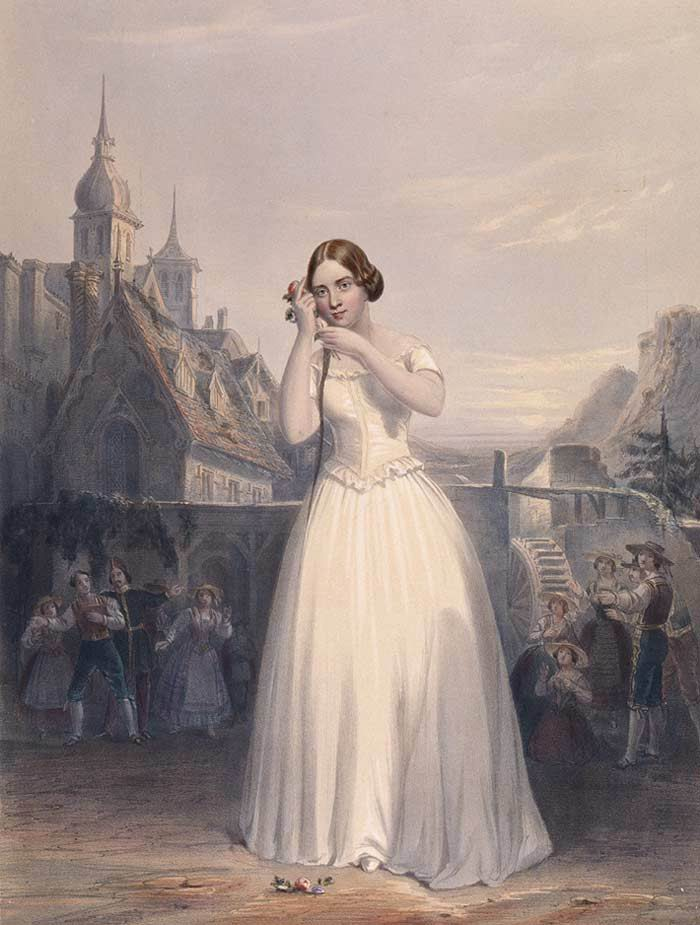
Jenny Lind in La Sonnambula.

珍妮·林德（Johanna Maria Lind 、Jenny Lind，1820年10月6日—1887年11月2日），本名叫做約翰娜·瑪麗亞·林德，是出生在瑞典的女高音歌唱家，有“瑞典夜鶯”（Swedish Nightingale）之稱。珍妮·林德是 19 世紀備受推崇的歌手之一，她的名聲享譽歐陸，並於1850年開始在美國進行了一次非常受歡迎的巡迴演唱會。她自1840年起擔任瑞典皇家音樂學院的成員。
1838年，林德在瑞典演出《魔彈射手》後一舉成名。在1840年代，她在瑞典和北歐的出演非常多的歌劇，也因工作過度在幾年內損傷了嗓子，但歌唱老師曼努埃爾·加西亞挽救了她的聲音。林德與德國浪漫樂派作曲家孟德爾頌的關係非常好，孟德爾頌曾為林德創作歌劇《羅蕾萊》(Lorelei)，但因孟德爾頌英年早逝而未能完成作品。在倫敦度過了兩個廣受好評的劇季後，她在29歲時宣布從歌劇界中退休。
1850年，林德應表演家P.T.巴納姆的邀請下前往美國。林德與巴納姆合作舉辦了93場大型音樂會，1852年兩人結束合作關係，林德繼續親自管理巡迴演出近一年後返回英國。她從這些音樂會中賺取了超過350,000美元，並將收益捐贈給慈善機構，主要是捐贈給瑞典的自由學校。1852 年，她與新婚丈夫奧托·戈德施密特回到歐洲並於1855年定居英國，兩人育有三子，林德在接下來的20年中偶爾舉辦音樂會。從1882年開始，她在倫敦的皇家音樂學院擔任了數年的聲樂教授。

## 生平
出生於瑞典斯德哥爾摩的克拉拉教區（Klara），她的母亲安娜·玛丽娅·拉德伯格跟一名瑞典海軍理查˙羅伯格上校維持了一年多婚姻，育有一女艾蜜莉雅(Amalia Rådberg)
，但19歲時與羅伯格離婚並取得女兒的撫養權。離婚後的安娜帶著女兒住在斯德哥爾摩裡的一棟擁擠的房子裡，並在家裡開設女子教室以教書與出租房間維生。安娜後來與珍妮的父親，當時22岁的簿記員尼克拉斯·约翰·林德（Niklas Johan Lind）相戀，生下珍妮後，父親一走了之，但母親一開始也沒有參與珍妮成長，珍妮一生下來就交给斯德哥尔摩北郊索伦蒂纳的一位风琴手養育，珍妮4歲時才搬回斯德哥爾摩與她的母親、同母異父的姐姐與外祖母同住。但1828年時，母親帶著姐姐艾蜜莉雅搬到林雪坪，而珍妮被一對膝下無子的夫婦收養。直到1830年，珍妮成為瑞典皇家歌劇院的學生時，母親才回到她的身邊。雙方的親子關係也越加緊繃。
1838年珍妮首度在斯德哥爾摩公開演唱歌劇，接著在哥本哈根、倫敦、曼徹斯特、柏林、利物浦都很活躍，與童話大師安徒生有一段情誼，安徒生在日記裡寫道：“我墮入情网了！”。維多利亞女王也很喜歡看她的表演，女王於1846年4月22日日記上寫著，「在珍妮‧林德登台並順利表演之後。她擁有最精緻、充滿力量，同時真的是最獨特的聲音，是那樣的圓滑、柔軟，又靈活。」她與德国的亨莉埃蒂·松塔（Henriette Sontag，1806—1854）和意大利的阿德琳娜·帕蒂（Adelina Patti，1843—1919）並稱十九世紀三大夜鶯。1850年接受全美著名秀場經紀人巴納姆贊助，同年9月11日在紐約市城堡花園戲劇院（Castle Garden Theater）登台，引起很大的轟動。1852年嫁给了德国钢琴家奥托·戈特斯密特（Otto Goldschmidt,1829年—1907年）。

## 相关影视作品
- 大娛樂家